# Penyston Booth
Pour les articles homonymes, voir Booth.
Penyston Booth (1681 – 21 septembre 1765), est un prêtre et ecclésiastique anglican, qui servit comme doyen de Saint-Georges de Windsor depuis 1729 à sa mort en 1765.
De par sa fonction du doyen de Windsor, le Dr Booth est registraire ex-officio de l'ordre de la Jarretière.

## Liens externes

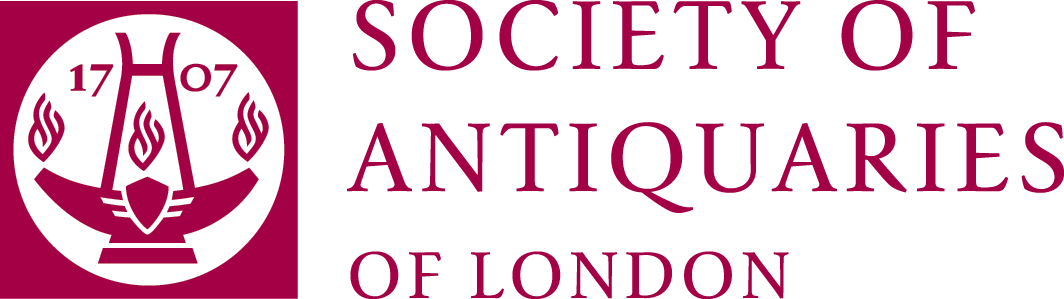
Very Revd Penyston Booth, DD, FSA